# Clavaleyres
Clavaleyres – dzielnica miasta Murten w Szwajcarii, w kantonie Fryburg, w okręgu Lac. Do 31 grudnia 2021 gmina w kantonie Berno, w okręgu Bern-Mittelland.
Dzielnica jako gmina została założona w 1798 roku.

## Demografia
W Clavaleyres mieszka 51 osób. W 2010 roku 4,2% populacji gminy stanowiły osoby urodzone poza Szwajcarią.
W 2000 roku 88,7% populacji mówiło w języku niemieckim, 9,4% w języku francuskim, a 1,9% w języku polskim.

Zmiany w liczbie ludności są przedstawione na poniższym wykresie: